# Pakistanski spomenik
Pakistanski spomenik (urdujsko یادگارِ پاکستان) je narodni spomenik in muzej dediščine, ki stoji na zahodu hribovja Šakarparian v Islamabadu v Pakistanu. Spomenik je bil zgrajen kot simbol enotnosti pakistanskega ljudstva. Posvečen je pakistanskemu ljudstvu, ki je žrtvovalo svoj 'danes' za boljši 'jutri'.
Štirje veliki cvetni listi predstavljajo vsako od štirih glavnih pakistanskih kultur, pandžabsko, balučiško, sindsko in paštunsko. Trije manjši cvetni listi predstavljajo manjšini Azad Kašmir in Gilgit-Baltistan. Zaradi njegove višine je spomenik viden z vsega metropolitanskega območja Islamabad-Ravalpindi in je priljubljena turistična destinacija.

## Zasnova
Načrt za narodni spomenik je leta 2002 prvič predstavila pakistanska vlada, ki ji je takrat pomagal Uši Mufti, sin Mumtaza Muftija. Za organizacijo je bilo prek Pakistanskega sveta arhitektov in urbanistov zadolženo Ministrstvo za kulturo; natečaj za oblikovanje narodnega spomenika, ki temelji na temi označevanja moči, enotnosti in predanosti pakistanskega ljudstva v ikono, ki predstavlja neodvisen in svoboden narod. Od skupno 21 prijav so 3 prišle v ožji izbor. Končni načrt, ki ga je predlagal Arif Masoud, je bil izbran in odobren 10. julija 2003. Temeljni kamen je bil položen 25. maja 2004, spomenik je bil dokončan leta 2006 in slavnostno odprt 23. marca 2007 s strani predsednika generala Perveza Mušarafa.

## Koncept oblikovanja
Zasnova spomenika, ki pokriva skupno površino 2,8 hektarja, je zakoreninjena v bogati mogulski arhitekturi podceline. Njegova struktura v obliki cvetnih listov izhaja iz tradicionalnih muqarnas mogulske arhitekture. Kot pravi arhitekt: »Iz zgodovine se moramo učiti, ne pa ostati v njej.« Uporabil je sodobno tehnologijo za posodobitev zgodovinske oblike muqarnas. Nastala struktura v obliki cvetnih listov poudarja pomen enotnosti in povezanosti med prebivalci Pakistana. Namesto da bi simboliziral štiri province (kot je napačno opaženo), predstavlja štiri različne kulture prebivalcev Pakistana. Štirje veliki cvetni listi predstavljajo vsako od štirih kultur, pandžabsko, balučiško, sindsko in paštunsko. Trije manjši cvetni listi predstavljajo manjšini Azad Kašmir in Gilgit-Baltistan. Vseh sedem cvetnih listov, čeprav so neodvisni drug od drugega, stoji skupaj v sozvočju in tvori državo Pakistan. Stojijo skupaj in ščitijo zvezdo in polmesec pakistanske zastave.
Zvezda zastave v spomeniku je oblikovana v sijočem črnem granitu z zlatimi zvezdami, ki predstavljajo ljudi, ki so žrtvovali svoja življenja za Pakistan. Lunin polmesec je narejen iz nerjavečega jekla z navdihujočimi zapisi Kuaid-e-Azam Mohamed Ali Džinah in Alama Ikbal. Cvetni listi so zgrajeni iz granita, ki štrlijo v obešeni konzolni obliki in so med največjimi v Aziji, njihove notranje stene pa so prekrite z umetninami, ki prikazujejo različne znamenitosti Pakistana, pomembne osebe pakistanskega gibanja za neodvisnost ter glasbene in plesne teme. Prikazane znamenitosti vključujejo trdnjavo Lahore, mošejo Badšahi, Kajberski prelaz in Minar-e-Pakistan.
Poleg ljudskega spomenika je muzej, ki pripoveduje zgodovino in pripoveduje zgodbo o nastanku Pakistana. Ti dve strukturi povezuje velik trg, znan kot Trg svobode. Čeprav je ime arhitekta – Arif Masoud – vpisano v kamen na glavni posvetilni plošči, ki stoji na začetku glavnega trga, je počastil vse gradbene delavce tako, da je položil odtise njihovih rok vzdolž dolgih zidov, ki obkrožajo trg svobode na obeh straneh. Na najbolj oddaljenem koncu je razgledna ploščad, ki ponuja pogled na Islamabad iz ptičje perspektive. Iz zraka je spomenik videti kot zvezda (sredina) in polmesec (ki ga tvorijo cvetni listi), ki predstavljata zvezdo in polmesec pakistanske zastave.

## Muzej
Ob spomeniku je Pakistanskega spomenika muzej, ki vključuje muzej voščenih lutk, ki prikazuje pomembne dogodke, ki so privedli do pakistanskega gibanja. Poleg tega objekti vključujejo referenčno knjižnico, avdio-vizualni arhiv, konferenčno dvorano in 62-sedežno dvorano, znano kot dvorana Panorama. Kompleks je v povprečju sprejel okoli 1500 turistov na dan, kar je v letu 2015 zneslo skupaj 0,57 milijona obiskovalcev, medtem ko je bilo v letu 2018 514.944 obiskov.
- Luna, kot je videti s spomenika
- Eden od listov prikazuje Quaid-e-Azam Jinnah in njegovo sestro
- Centralna ploščad
- Vrtovi pri Pakistanskem spomeniku
- Pakistanskega spomenika muzej
- Loki ob spomeniku
- Loki ob spomeniku
- Sončni zahod pri spomeniku